# Ophisma violetta
Ophisma violetta là một loài bướm đêm trong họ Erebidae.